# Jean-Charles Trouabal
Jean-Charles Trouabal (Paris, 20 de maio de 1965) é um ex-atleta francês, especialista em provas de velocidade. Participou das Olimpíadas de Seul 1988 e Barcelona 1992.
Foi, juntamente com Daniel Sangouma, Max Morinière e Bruno Marie-Rose, recordista do mundo da estafeta 4 x 100 metros durante cerca de onze meses. Também foi, por várias vezes, campeão de França de 100 e 200 metros.

## Recordes pessoais
Outdoor
| Prova      | Tempo   | Data                   | Local     |
| ---------- | ------- | ---------------------- | --------- |
| 100 metros | 10,19 s | 24 de julho de 1993    | Annecy    |
| 200 metros | 20,20 s | 20 de agosto de 1993   | Estugarda |
| 300 metros | 32,42 s | 23 de setembro de 1989 | Blois     |

Indoor
| Prova                | Tempo   | Data                    | Local   |
| -------------------- | ------- | ----------------------- | ------- |
| 60 metros (em sala)  | 6,65 s  | 15 de fevereiro de 1992 | Bordéus |
| 200 metros (em sala) | 21,17 s | 21 de fevereiro de 1988 | Liévin  |